# Spagna ai Giochi della XXIX Olimpiade
La Spagna ha partecipato ai Giochi della XXIX Olimpiade di Pechino, svoltisi dall'8 al 24 agosto 2008, con una delegazione di 283 atleti.

## Medaglie
| Medaglia | Atleta | Sport               | Evento                     |
| -------- | --- | ------------------- | -------------------------- |
| Oro      | Samuel Sánchez | Ciclismo            | Corsa in linea maschile    |
| Oro      | Joan Llaneras | Ciclismo            | Corsa a punti maschile     |
| Oro      | Rafael Nadal | Tennis              | Singolare maschile         |
| Oro      | Fernando Echavarri Antón Paz Blanco                                                                                                  | Vela                | Tornado                    |
| Oro      | Saúl Craviotto Carlos Pérez Rial | Canoa/kayak         | K2 500 m maschile          |
| Argento  | Iker Martínez Xabier Fernández | Vela                | 49er                       |
| Argento  | Anabel Medina Garrigues Virginia Ruano Pascual                                                                                       | Tennis              | Doppio femminile           |
| Argento  | Gervasio Deferr | Ginnastica          | Corpo libero maschile      |
| Argento  | Joan Llaneras Antonio Tauler | Ciclismo            | Madison maschile           |
| Argento  | Andrea Fuentes Gemma Mengual | Nuoto sincronizzato | Duo                        |
| Argento  | Alba María Cabello Raquel Corral Andrea Fuentes Gemma Mengual Thaïs Henríquez Laura López Gisela Morón Irina Rodríguez Paola Tirados | Nuoto sincronizzato | Squadre                    |
| Argento  | David Cal | Canoa/kayak         | C1 500 m maschile          |
| Argento  | David Cal | Canoa/kayak         | C1 1000 m maschile         |
| Argento  | Spagna | Pallacanestro       | Torneo maschile            |
| Argento  | Spagna | Hockey su prato     | Torneo maschile            |
| Bronzo   | Spagna | Pallamano           | Torneo maschile            |
| Bronzo   | José Luis Abajo | Scherma             | Spada individuale maschile |
| Bronzo   | Leire Olaberría | Ciclismo            | Corsa a punti femminile    |

### Medaglie per disciplina
| Sport               | Oro | Argento | Bronzo | Totale |
| ------------------- | --- | ------- | ------ | ------ |
| Ciclismo            | 2   | 1       | 1      | 4      |
| Canoa/kayak         | 1   | 2       | 0      | 3      |
| Vela                | 1   | 1       | 0      | 2      |
| Tennis              | 1   | 1       | 0      | 2      |
| Nuoto sincronizzato | 0   | 2       | 0      | 2      |
| Pallacanestro       | 0   | 1       | 0      | 1      |
| Hockey su prato     | 0   | 1       | 0      | 1      |
| Ginnastica          | 0   | 1       | 0      | 1      |
| Pallamano           | 0   | 0       | 1      | 1      |
| Scherma             | 0   | 0       | 1      | 1      |

### Plurimedagliati
| Atleta         | Sport               | Oro | Argento | Bronzo | Totale |
| -------------- | ------------------- | --- | ------- | ------ | ------ |
| Joan Llaneras  | Ciclismo            | 1   | 1       | 0      | 2      |
| David Cal      | Canoa/kayak         | 0   | 2       | 0      | 2      |
| Andrea Fuentes | Nuoto sincronizzato | 0   | 2       | 0      | 2      |
| Gemma Mengual  | Nuoto sincronizzato | 0   | 2       | 0      | 2      |

## Atletica leggera
| Gara           | Atleta                | Batterie | Batterie | Quarti  | Quarti | Semifinali | Semifinali | Finale   | Finale |
| Gara           | Atleta                | Tempo    | Pos.     | Tempo   | Pos.   | Tempo      | Pos.       | Tempo    | Pos.   |
| -------------- | --------------------- | -------- | -------- | ------- | ------ | ---------- | ---------- | -------- | ------ |
| 100 m          | Ángel David Rodríguez | 10"34    | 4        | 10"35   | 8      |            |            |          |        |
| 200 m          | Ángel David Rodríguez | 20"87    | 4        | 20"96   | 8      |            |            |          |        |
| 800 m          | Manuel Olmedo         |          |          | 1'45"78 | 1      | 1'45"91    | 4          |          |        |
| 800 m          | Antonio Manuel Reina  |          |          | 1'46"30 | 3      | 1'46"40    | 7          |          |        |
| 800 m          | Miguel Quesada        |          |          | 1'48"06 | 4      |            |            |          |        |
| 1500 m         | Juan Carlos Higuero   |          |          | 3'41"70 | 3      | 3'37"31    | 3          | 3'34"44  | 4      |
| 1500 m         | Arturo Casado         |          |          | 3'36"42 | 2      | 3'41"57    | 10         |          |        |
| 1500 m         | Reyes Estévez         |          |          | 3'39"62 | 8      |            |            |          |        |
| 5000 m         | Jesús España          |          |          |         |        | 13'48"88   | 4          | 13'55"94 | 14     |
| 5000 m         | Alemayehu Bezabeh     |          |          |         |        | 13'37"88   | 5          | 13'30"48 | 11     |
| 5000 m         | Alberto García        |          |          |         |        | 13'58"20   | 9          |          |        |
| 110 m ostacoli | Jackson Quiñónez      | 13"41    | 2        | 13"47   | 3      | 13"40      | 3          | 13"69    | 8      |
| 3000 siepi     | Rubén Palomeque       |          |          |         |        | 8'56"50    | 12         |          |        |
| 3000 siepi     | José Luis Blanco      |          |          |         |        | 8'37"37    | 12         |          |        |
| 3000 siepi     | Eliseo Martín         |          |          |         |        | 8'23!19    | 5          |          |        |

| Gara         | Atleta                     | Tempo        | Posizione    |
| ------------ | -------------------------- | ------------ | ------------ |
| 10000 m      | Juan Carlos de la Ossa     | 27'54"20     | 17           |
| 10000 m      | Carlos Castillejo          | 28'13"68     | 23           |
| 10000 m      | Ayad Lamdassen             | 28'13"73     | 24           |
| Maratona     | Julio Rey                  | non concluso | non concluso |
| Maratona     | José Manuel Martínez       | 2h 14'00"    | 16           |
| Maratona     | José Ríos                  | 2h 32'35"    | 72           |
| Marcia 20 km | Francisco Javier Fernández | 1h 20'32"    | 7            |
| Marcia 20 km | Juan Manuel Molina         | 1h 21'25"    | 12           |
| Marcia 20 km | Benjamín Sánchez           | 1h 21'38"    | 13           |
| Marcia 50 km | Jesús Ángel García         | 3h 44'08"    | 4            |
| Marcia 50 km | Mikel Odriozola            | 3h 51'30"    | 13           |
| Marcia 50 km | Santiago Pérez             | 3h 59'41"    | 26           |

| Gara             | Atleta            | Qualificazioni | Qualificazioni | Finale  | Finale |
| Gara             | Atleta            | Misura         | Pos.           | Misura  | Pos.   |
| ---------------- | ----------------- | -------------- | -------------- | ------- | ------ |
| Salto in alto    | Javier Bermejo    | 2,20 m         | 29             |         |        |
| Salto in lungo   | Luis Felipe Meliz | 7,95 m         | 10             | 8,07 m  | 7      |
| Getto del peso   | Manuel Martínez   | 19,81 m        | 19             |         |        |
| Lancio del disco | Mario Pestano     | 64,42 m        | 7              | 63,42 m | 9      |
| Lancio del disco | Frank Casañas     | 64,99 m        | 4              | 66,49 m | 5      |

| Prova                  | David Gómez    | David Gómez | David Gómez |
| Prova                  | Risultato      | Punti       | Pos.        |
| ---------------------- | -------------- | ----------- | ----------- |
| 100 metri              | 11"12          | 834         | 19          |
| Salto in lungo         | 6,85 m         | 778         | 31          |
| Getto del peso         | 13,58 m        | 703         | 27          |
| Salto in alto          | 1,81 m         | 636         | 34          |
| 400 metri              | 49"27          | 849         | 13          |
| 110 metri ostacoli     | 14"61          | 897         | 18          |
| Lancio del disco       | 40,17 m        | 668         | 24          |
| Salto con l'asta       | nessuna misura | 0           | -           |
| Lancio del giavellotto | 62,22 m        | 771         | 13          |
| 1500 metri             | 4'30"74        | 740         | 6           |
| Totale                 |                | 6876        | 25          |

| Gara           | Atleta              | Batterie | Batterie | Semifinali | Semifinali | Finale       | Finale       |
| Gara           | Atleta              | Tempo    | Pos.     | Tempo      | Pos.       | Tempo        | Pos.         |
| -------------- | ------------------- | -------- | -------- | ---------- | ---------- | ------------ | ------------ |
| 1500 m         | Iris Fuentes-Pila   |          |          | 4'14"10    | 2          | 4'04"86      | 8            |
| 1500 m         | Natalia Rodríguez   |          |          | 4'05"30    | 2          | 4'03"19      | 6            |
| 5000 m         | Dolores Checa       |          |          | 15'31"22   | 13         |              |              |
| 100 m ostacoli | Josephine Onyia     | 12"68    | 1        | 12"86      | 5          |              |              |
| 400 m ostacoli | Laia Forcadell      | 58"64    | 8        |            |            |              |              |
| 3000 siepi     | Marta Domínguez     |          |          | 9'22"11    | 2          | non concluso | non concluso |
| 3000 siepi     | Rosa Morató         |          |          | 9'45"33    | 12         |              |              |
| 3000 siepi     | Zulema Fuentes-Pila |          |          | 9'29"40    | 4          | 9'35"16      | 12           |

| Gara         | Atleta             | Tempo     | Posizione |
| ------------ | ------------------ | --------- | --------- |
| 10000 m      | Isabel Checa       | 33'17"88  | 29        |
| Maratona     | Alessandra Aguilar | 2h 39'29" | 54        |
| Maratona     | Yesenia Centeno    | 2h 36'25" | 45        |
| Maratona     | María José Pueyo   | 2h 48'01" | 64        |
| Marcia 20 km | María Vasco        | 1h 27'25" | 5         |
| Marcia 20 km | Beatriz Pascual    | 1h 27'44! | 6         |
| Marcia 20 km | María José Poves   | 1h 30'51" | 18        |

| Gara                   | Atleta              | Qualificazioni | Qualificazioni | Finale  | Finale |
| Gara                   | Atleta              | Misura         | Pos.           | Misura  | Pos.   |
| ---------------------- | ------------------- | -------------- | -------------- | ------- | ------ |
| Salto in alto          | Ruth Beitia         | 1,93 m         | 1              | 1,96 m  | 7      |
| Salto con l'asta       | Naroa Agirre        | 4,40 m         | 13             |         |        |
| Salto in lungo         | Concepción Montaner | 6,53 m         | 16             |         |        |
| Salto triplo           | Carlota Castrejana  | 14,02 m        | 16             |         |        |
| Getto del peso         | Irache Quintanal    | nessuna misura | -              |         |        |
| Lancio del martello    | Berta Castells      | 62,44 m        | 41             |         |        |
| Lancio del giavellotto | Mercedes Chilla     | 61,81 m        | 8              | 58,13 m | 9      |

## Badminton
| Gara              | Atleta         | Turno 1                                         | Sedicesimi                                     | Ottavi | Quarti | Semifinali | Finale |
| ----------------- | -------------- | ----------------------------------------------- | ---------------------------------------------- | ------ | ------ | ---------- | ------ |
| Singolo maschile  | Pablo Abián    | Kęstutis Navickas (Lituania) 21-23, 21-12, 9-21 |                                                |        |        |            |        |
| Singolo femminile | Yoana Martínez | Erin Carroll (Australia) 21-9, 21-16            | Maria Kristin Yulianti (Indonesia) 9-21, 14-21 |        |        |            |        |

## Beach volley

### Torneo maschile
La Spagna è stata rappresentata dalla coppia formata da Pablo Herrera e Raul Mesa.

#### Prima fase
| 10 agosto | 22.00 | Herrera - Mesa | 2-0 (21-18, 23-21) | Kais Kr. - Vesik | Beach Volleyball Ground |
| 12 agosto | 23:00 | Herrera - Mesa | 2-0 (21-14, 21-12) | Gosch - Horst    | Beach Volleyball Ground |
| 14 agosto | 16:00 | Xu - Wu        | 2-0 (21-13, 21-15) | Herrera - Mesa   | Beach Volleyball Ground |

| posiz | squadra                    | G | V | P | Sv | Sp | Pf  | Ps  | Pts |
| ----- | -------------------------- | - | - | - | -- | -- | --- | --- | --- |
| 1     | Xu - Wu (Cina)             | 3 | 3 | 0 | 6  | 1  | 135 | 104 | 6   |
| 2     | Herrera - Mesa (Spagna)    | 3 | 2 | 1 | 4  | 2  | 114 | 107 | 5   |
| 3     | Gosch - Horst (Austria)    | 3 | 1 | 2 | 2  | 5  | 111 | 133 | 4   |
| 4     | Kais Kr. - Vesik (Estonia) | 3 | 0 | 3 | 2  | 6  | 133 | 149 | 3   |

#### Seconda fase
| Ottavi di finale | Ottavi di finale | Ottavi di finale | Ottavi di finale   | Ottavi di finale | Ottavi di finale        |
| ---------------- | ---------------- | ---------------- | ------------------ | ---------------- | ----------------------- |
| 16 agosto        | 20.00            | Herrera - Mesa   | 0-2 (24-26, 17-21) | Gibb - Rosenthal | Beach Volleyball Ground |

## Canoa/kayak
| Gara      | Atleta                           | Batterie | Batterie | Semifinali | Semifinali | Finale   | Finale |
| Gara      | Atleta                           | Tempo    | Pos.     | Tempo      | Pos.       | Tempo    | Pos.   |
| --------- | -------------------------------- | -------- | -------- | ---------- | ---------- | -------- | ------ |
| C1 500 m  | David Cal                        | 1'47"995 | 2        | bye        | bye        | 1'48"397 |        |
| C1 1000 m | David Cal                        | 3'58"756 | 5        | bye        | bye        | 3'52"751 |        |
| K2 500 m  | Saúl Craviotto Carlos Pérez Rial | 1'28"983 | 3        | bye        | bye        | 1'28"736 |        |

| Gara     | Atleta                                                      | Batterie | Batterie | Semifinali | Semifinali | Finale   | Finale |
| Gara     | Atleta                                                      | Tempo    | Pos.     | Tempo      | Pos.       | Tempo    | Pos.   |
| -------- | ----------------------------------------------------------- | -------- | -------- | ---------- | ---------- | -------- | ------ |
| K1 500 m | Teresa Portela                                              | 1'51"654 | 2        | 1'45"981   | 6          |          |        |
| K2 500 m | Beatriz Manchón Sonia Molanes                               | 1'46"646 | 5        | 1'45"313   | 4          |          |        |
| K4 500 m | Beatriz Manchón Sonia Molanes Teresa Portela Jana Smidakova | 1'37"914 | 4        | 1'37"172   | 1          | 1'35"366 | 5      |

| Gara         | Atleta                | Preliminari | Preliminari | Preliminari | Preliminari | Semifinali | Semifinali | Finale | Finale | Finale | Finale |
| Gara         | Atleta                | Manche 1    | Manche 2    | Totale      | Pos.        | Tempo      | Pos.       | Tempo  | Pos.   | Totale | Pos.   |
| ------------ | --------------------- | ----------- | ----------- | ----------- | ----------- | ---------- | ---------- | ------ | ------ | ------ | ------ |
| C1 maschile  | Ander Elosegi         | 87"00       | 85"457      | 176"45      | 7           | 91"16      | 5          | 89"93  | 6      | 180"59 | 4      |
| K1 maschile  | Guillermo Díez-Canedo | 84"95       | 88"07       | 173"02      | 12          | 90"02      | 14         |        |        |        |        |
| K1 femminile | Maialen Chourraut     | 147"95      | 105"44      | 253"39      | 16          |            |            |        |        |        |        |

## Canottaggio
| Gara    | Atleta          | Batterie | Batterie | Quarti/ Ripescaggi | Quarti/ Ripescaggi | Semifinali | Semifinali         | Finale  | Finale       |
| Gara    | Atleta          | Tempo    | Pos.     | Tempo              | Pos.               | Tempo      | Pos.               | Tempo   | Pos.         |
| ------- | --------------- | -------- | -------- | ------------------ | ------------------ | ---------- | ------------------ | ------- | ------------ |
| Singolo | Nuria Domínguez | 7'58"03  | 3        | 7'49"60            | 4                  | 8'03"61    | 2 (semifinale C/D) | 7'36"12 | 2 (finale C) |

## Ciclismo

### Su pista
| Gara                 | Atleta                                                   | Qualificazione | Qualificazione | Secondo turno | Secondo turno                   | Secondo turno | Finale | Finale     |
| Gara                 | Atleta                                                   | Tempo          | Pos.           | Tempo         | Avversario                      | Pos.          | Tempo  | Avversario |
| -------------------- | -------------------------------------------------------- | -------------- | -------------- | ------------- | ------------------------------- | ------------- | ------ | ---------- |
| Individuale maschile | Sergi Escobar                                            | 4'26"102       | 10             |               |                                 |               |        |            |
| Individuale maschile | Antonio Tauler                                           | 4'22"462       | 6              | 4'24"974      | Alexei Markov (Russia) 4'22"308 | 6             |        |            |
| Squadre maschile     | Sergi Escobar Asier Maeztu Antonio Miguel David Muntaner | 4'06"509       | 7              | doppiati      | Nuova Zelanda 3'57"536          | -             |        |            |

| Gara                    | Atleta                       | Punti | Pos. |
| ----------------------- | ---------------------------- | ----- | ---- |
| Corsa a punti maschile  | Joan Llaneras                | 60    |      |
| Corsa a punti femminile | Leire Olaberría              | 13    |      |
| Americana maschile      | Joan Llaneras Antonio Tauler | 7     |      |

### Su strada e Cross country
| Gara                     | Atleta               | Tempo        | Posizione    |
| ------------------------ | -------------------- | ------------ | ------------ |
| Corsa in linea maschile  | Alberto Contador     | non concluso | non concluso |
| Corsa in linea maschile  | Óscar Freire         | non concluso | non concluso |
| Corsa in linea maschile  | Samuel Sánchez       | 6h 23'49"    |              |
| Corsa in linea maschile  | Carlos Sastre        | 6h 31'06"    | 49           |
| Corsa in linea maschile  | Alejandro Valverde   | 6h 24'19"    | 13           |
| Cronometro maschile      | Alberto Contador     | 1h 03'29"    | 4            |
| Cronometro maschile      | Samuel Sánchez       | 1h 04'37"    | 6            |
| Corsa in linea femminile | Anna Sanchis         | 3h 32'52"    | 19           |
| Corsa in linea femminile | Marta Vilajosana     | 3h 43'25"    | 25           |
| Cross country maschile   | Carlos Coloma        | 2h 09'05"    | 28           |
| Cross country maschile   | José Antonio Hermida | 2h 01'01"    | 10           |
| Cross country maschile   | Iñaki Lejarreta      | 2h 00'21"    | 8            |
| Cross country femminile  | Marga Fullana        | non concluso | non concluso |

## Equitazione
| Gara        | Atleta                                               | Cavallo   | Test        | Test        | Special test | Special test | Freestyle | Freestyle | Totale | Totale |
| Gara        | Atleta                                               | Cavallo   | Punti       | Pos.        | Punti        | Pos.         | Punti     | Pos.      | Punti  | Pos.   |
| ----------- | ---------------------------------------------------- | --------- | ----------- | ----------- | ------------ | ------------ | --------- | --------- | ------ | ------ |
| Individuale | Jordi Domingo                                        | Prestige  | 64,042      | 28          |              |              |           |           |        |        |
| Individuale | Beatriz Ferrer-Salat                                 | Fabergé   | non partito | non partito |              |              |           |           |        |        |
| Individuale | Juan Manuel Muñoz                                    | Fuego XII | 66,083      | 22          | 68,160       | 16           |           |           |        |        |
| Squadre     | Jordi Domingo Beatriz Ferrer-Salat Juan Manuel Muñoz | v. sopra  | non partiti | non partiti |              |              |           |           |        |        |

## Ginnastica

### Ginnastica artistica
| Gara                        | Atleta                                                                                     | Volteggio | Corpo libero | Cavallo con maniglie | Anelli | Parallele | Sbarra | Trave  | Totale  | Posizione | Finali            |
| --------------------------- | ------------------------------------------------------------------------------------------ | --------- | ------------ | -------------------- | ------ | --------- | ------ | ------ | ------- | --------- | ----------------- |
| Qualificazioni maschili     | Isaac Botella                                                                              | 14,975    | 13,600       | 14,900               | 16,050 | -         | -      |        | 59,525  | 66        | volteggio         |
| Qualificazioni maschili     | Manuel Carballo                                                                            | 16,650    | 14,475       | 14,900               | -      | 15,275    | 13,025 |        | 72,325  | 58        | nessuna           |
| Qualificazioni maschili     | Gervasio Deferr                                                                            | 15,825    | -            | -                    | 15,075 | 14,600    | 13,725 |        | 59,225  | 67        | corpo libero      |
| Qualificazioni maschili     | Rafael Martínez                                                                            | 15,750    | 15,550       | 14,800               | 14,325 | 15,100    | 15,275 |        | 90,800  | 10        | concorso completo |
| Qualificazioni maschili     | Sergio Muñoz                                                                               | 14,575    | 12,700       | 15,150               | 16,100 | 13,675    | 13,300 |        | 85,500  | 40        | nessuna           |
| Qualificazioni maschili     | Iván San Miguel                                                                            | -         | 13,775       | 15,200               | 16,050 | 14,375    | 14,525 |        | 73,925  | 55        | nessuna           |
| Concorso a squadre maschile | Isaac Botella Manuel Carballo Gervasio Deferr Rafael Martínez Sergio Muñoz Iván San Miguel | 61,000    | 56,650       | 60,150               | 63,950 | 59,350    | 56,825 |        | 357,925 | 11        | no                |
| Qualificazioni femminili    | Laura Campos                                                                               | 14,200    | 13,075       |                      |        | 13,975    |        | 13,775 | 55,025  | 49        | nessuna           |
| Qualificazioni femminili    | Lenika de Simone                                                                           | 14,100    | 13,550       |                      |        | 14,100    |        | 13,850 | 55,600  | 47        | nessuna           |

| Gara                          | Atleta          | Punteggio | Posizione |
| ----------------------------- | --------------- | --------- | --------- |
| Corpo libero maschile         | Gervasio Deferr | 15,775    |           |
| Volteggio maschile            | Isaac Botella   | 16,075    | 8         |
| Concorso individuale maschile | Rafa Martínez   | 91,500    | 10        |

### Ginnastica ritmica
| Atleta               | Qualificazioni | Qualificazioni | Qualificazioni | Qualificazioni | Qualificazioni | Qualificazioni | Finale | Finale  | Finale | Finale | Finale | Finale |
| Atleta               | Corda          | Cerchio        | Clavi          | Palla          | Totale         | Pos.           | Corda  | Cerchio | Clavi  | Palla  | Totale | Pos.   |
| -------------------- | -------------- | -------------- | -------------- | -------------- | -------------- | -------------- | ------ | ------- | ------ | ------ | ------ | ------ |
| Almudena Cid Tostado | 16,675         | 16,800         | 16,600         | 16,750         | 66,825         | 10             | 17,000 | 17,000  | 17,150 | 16,950 | 68,100 | 8      |

| Bárbara González Lara González Isabel Pagán Ana Pelaz Verónica Ruiz Elisabet Salom | 15,725 | 14,375 | 30,100 | 11 |  |  |  |  |

## Hockey su prato

### Torneo maschile
La nazionale spagnola si è qualificata per i Giochi ottenendo il secondo posto al campionato europeo del 2007.

#### Squadra
La squadra era formata da:
- Francisco Cortes (portiere)
- Santi Freixa
- Francisco Fábregas (capitano)
- Víctor Sojo
- Alexandre Fabregas
- Pablo Amat
- Eduard Tubau
- Roc Oliva
- Juan Fernandez
- Ramón Alegre
- Xavier Ribas
- Albert Sala
- Rodrigo Garza
- Sergi Enrique
- Eduard Arbos
- David Alegre

#### Prima fase
| Data      | Ora locale | Partita       | Partita | Partita |
| --------- | ---------- | ------------- | ------- | ------- |
| 11 agosto | 20.30      | Spagna        | 4-2     | Belgio  |
| 13 agosto | 20.30      | Nuova Zelanda | 0-1     | Spagna  |
| 15 agosto | 08.30      | Spagna        | 2-1     | Cina    |
| 17 agosto | 21.00      | Germania      | 1-0     | Spagna  |
| 19 agosto | 18.30      | Corea del Sud | 1-2     | Spagna  |

| Squadra       | P.ti | G | V | P | S | GF | GS | DR |
| ------------- | ---- | - | - | - | - | -- | -- | -- |
| Spagna        | 12   | 5 | 4 | 0 | 1 | 9  | 5  | +4 |
| Germania      | 11   | 5 | 3 | 2 | 0 | 12 | 6  | +6 |
| Corea del Sud | 7    | 5 | 2 | 1 | 2 | 13 | 11 | +2 |
| Nuova Zelanda | 7    | 5 | 2 | 1 | 2 | 10 | 9  | +1 |
| Belgio        | 4    | 5 | 1 | 1 | 3 | 9  | 13 | −4 |
| Cina          | 1    | 5 | 0 | 1 | 4 | 7  | 16 | −9 |

#### Seconda fase
Semifinale
| Arbitro: | Henrik Ehlers (DEN), Christian Blasch (GER) |

|                                           |           |                                  |
| Eduard Tubau 39', 44' Santiago Freixa 68' | Marcatori | 1' Des Abbott 37' Eddie Ockenden |

Finale
| Arbitro: | Henrik Ehlers (DEN), David Gentles (AUS) |

|  |           |            |
|  | Marcatori | Zeller 16' |

### Torneo femminile
La nazionale spagnola si è qualificata per i Giochi nel primo torneo preolimpico mondiale.

#### Squadra
La squadra era formata da:
- María Jesús Rosa (portiere)
- Julia Menéndez
- Rocío Ybarra
- Barbara Malda
- Silvia Muñoz (capitano)
- Silvia Bonastre
- María Revuelto
- Marta Ejarque
- Raquel Huertas
- Pilar Sanchez
- Núria Camón
- Maria Lopez de Eguilaz (portiere)
- Montse Cruz
- Esther Termens
- Gloria Comerma
- Georgina Olivia

#### Prima fase
| Data      | Ora locale | Partita     | Partita | Partita       |
| --------- | ---------- | ----------- | ------- | ------------- |
| 10 agosto | 10.30      | Cina        | 3-0     | Spagna        |
| 12 agosto | 10.30      | Australia   | 6-1     | Spagna        |
| 14 agosto | 18.00      | Spagna      | 2-1     | Corea del Sud |
| 16 agosto | 21.00      | Spagna      | 1-0     | Sudafrica     |
| 18 agosto | 18.30      | Paesi Bassi | 2-0     | Spagna        |

| Squadra          | P.ti | G | V | P | S | GF | GS | DR  |
| ---------------- | ---- | - | - | - | - | -- | -- | --- |
| 1. Paesi Bassi   | 15   | 5 | 5 | 0 | 0 | 14 | 3  | +11 |
| 2. Cina          | 10   | 5 | 3 | 1 | 1 | 14 | 4  | +10 |
| 3. Australia     | 10   | 5 | 3 | 1 | 1 | 17 | 9  | +8  |
| 4. Spagna        | 6    | 5 | 2 | 0 | 3 | 4  | 12 | −8  |
| 5. Corea del Sud | 3    | 5 | 1 | 0 | 4 | 13 | 18 | −5  |
| 6. Sudafrica     | 0    | 5 | 0 | 0 | 5 | 2  | 18 | −16 |

#### Seconda fase
Finale 7º-8º posto
| Arbitro: | Minka Woolley (AUS), Ute Conen (GER) |

|                                        |           |                      |
| Termens 7' Huertas 67' Ybarra 83' (GG) | Marcatori | 29' Sensenig 59' Loy |

## Judo
| Gara  | Atleta       | Tabellone principale                   | Tabellone principale               | Tabellone principale | Tabellone principale | Tabellone principale | Ripescaggi                           | Ripescaggi | Ripescaggi | Ripescaggi |
| Gara  | Atleta       | Sedicesimi                             | Ottavi                             | Quarti               | Semifinali           | Finale               | 1º turno                             | Quarti     | Semifinali | Finale     |
| ----- | ------------ | -------------------------------------- | ---------------------------------- | -------------------- | -------------------- | -------------------- | ------------------------------------ | ---------- | ---------- | ---------- |
| 66 kg | Óscar Peñas  | Mirali Sharipov (Uzbekistan) 0000-1010 |                                    |                      |                      |                      |                                      |            |            |            |
| 90 kg | David Alarza | Alexis Chiclana (Porto Rico) 1101-0100 | Amar Benikhlef (Algeria) 0001-1020 |                      |                      |                      | Mohamed El Assri (Marocco) 0000-0000 |            |            |            |

| Gara  | Atleta            | Tabellone principale                       | Tabellone principale                    | Tabellone principale                        | Tabellone principale        | Tabellone principale | Ripescaggi | Ripescaggi                            | Ripescaggi                             | Ripescaggi                             |
| Gara  | Atleta            | Sedicesimi                                 | Ottavi                                  | Quarti                                      | Semifinali                  | Finale               | 1º turno   | Quarti                                | Semifinali                             | Finale                                 |
| ----- | ----------------- | ------------------------------------------ | --------------------------------------- | ------------------------------------------- | --------------------------- | -------------------- | ---------- | ------------------------------------- | -------------------------------------- | -------------------------------------- |
| 52 kg | Ana Carrascosa    | Mönkhbaataryn Bundmaa (Mongolia) 0100-0000 | Xian Dongmei (Cina) 0000-1000           |                                             |                             |                      | bye        | Telma Monteiro (Portogallo) 0101-0001 | Kim Kyung-Ok (Corea del Sud) 0001-1010 |                                        |
| 57 kg | Isabel Fernández  | bye                                        | Valerie Gotay (Stati Uniti) 0010-0000   | Deborah Gravenstijn (Paesi Bassi) 0000-0001 |                             |                      |            | Ketleyn Quadros (Brasile) 0000-0001   |                                        |                                        |
| 70 kg | Leire Iglesias    | Mayra Silva (Brasile) 0020-0011            | Geyrise Emane Ekpwa (Francia) 0001-0000 | Annett Böhm (Germania) 0000-1000            |                             |                      |            | Nataliya Smal (Ucraina) 0011-0000     | Yuri Alvear (Colombia) 0001-0000       | Edith Bosch (Paesi Bassi) 0000-1001    |
| 78 kg | Esther San Miguel | Vera Moskalyuk (Russia) 0002-0000          | Edinanci Silva (Brasile) 0011-0010      | Lucia Morico (Italia) 0220-0011             | Yang Xiuli (Cina) 0000-1031 |                      |            |                                       |                                        | Stéphanie Possamaï (Francia) 0010-0100 |

## Lotta
| Gara  | Atleta            | Tabellone principale                    | Tabellone principale                    | Tabellone principale | Tabellone principale | Ripescaggi | Ripescaggi                            | Ripescaggi                             |
| Gara  | Atleta            | Ottavi                                  | Quarti                                  | Semifinali           | Finale               | Quarti     | Semifinali                            | Finale                                 |
| ----- | ----------------- | --------------------------------------- | --------------------------------------- | -------------------- | -------------------- | ---------- | ------------------------------------- | -------------------------------------- |
| 55 kg | Francisco Sanchez | Kim Hyo-Sub (Corea del Sud) 1-3, 1-3    |                                         |                      |                      |            |                                       |                                        |
| 63 kg | Teresa Mendez     | Lise Golliot-Legrand (Francia) 0-1, 0-2 |                                         |                      |                      |            |                                       |                                        |
| 72 kg | Maider Unda       | Oksana Vashchuk (Ucraina) 1-0, 3-1      | Stanka Zlateva (Bulgaria) 3-2, 0-6, 1-4 |                      |                      |            | Ohenewa Akuffo (Canada) 5-2, 1-1, 1-0 | Agnieszka Wieszczek (Polonia) 1-2, 0-1 |

## Nuoto
| Gara                | Atleta             | Batterie | Batterie | Semifinali | Semifinali | Finale     | Finale |
| Gara                | Atleta             | Tempo    | Pos.     | Tempo      | Pos.       | Tempo      | Pos.   |
| ------------------- | ------------------ | -------- | -------- | ---------- | ---------- | ---------- | ------ |
| 50 m stile libero   | Javier Noriega     | 22"33    | 22       |            |            |            |        |
| 1500 m stile libero | Marcos Rivera      |          |          | 15'18"98   | 26         |            |        |
| 100 m dorso         | Aschwin Wildeboer  | 53"67    | 4        | 53"51      | 4          | 52"51      | 7      |
| 100 m rana          | Borja Iradier      | 1'01"83  | 35       |            |            |            |        |
| 100 m rana          | Melquiades Álvarez | 1'01"89  | 37       |            |            |            |        |
| 200 m rana          | Melquiades Álvarez | 2'12"59  | 27       |            |            |            |        |
| 200 m rana          | Sergio García      | 2'14"30  | 34       |            |            |            |        |
| 100 m farfalla      | Rafael Muñoz Pérez | 52"53    | 30       |            |            |            |        |
| 200 m farfalla      | Javier Núñez       | 2'00"24  | 32       |            |            |            |        |
| 200 m misti         | Brenton Cabello    | 2'03"08" | 33       |            |            |            |        |
| 400 m misti         | Javier Núñez       |          |          | 4'22"69    | 24         |            |        |
| Fondo 10 km         | Kiko Hervás        |          |          |            |            | 1h 52'16"5 | 13     |

| Gara                           | Atleta                                                                      | Batterie | Batterie | Semifinali | Semifinali | Finale     | Finale |
| Gara                           | Atleta                                                                      | Tempo    | Pos.     | Tempo      | Pos.       | Tempo      | Pos.   |
| ------------------------------ | --------------------------------------------------------------------------- | -------- | -------- | ---------- | ---------- | ---------- | ------ |
| 200 m stile libero             | Melania Costa                                                               | 1'59"50  | 18       |            |            |            |        |
| 400 m stile libero             | Erika Villaécija                                                            |          |          | 4'14"25    | 23         |            |        |
| 800 m stile libero             | Erika Villaécija                                                            |          |          | 8'32"27    | 16         |            |        |
| 100 m dorso                    | Mercedes Peris                                                              | 1'02"30  | 28       |            |            |            |        |
| 100 m dorso                    | Nina Živanevskaja                                                           | 1'00"54  | 13       | 1'00"50    | 11         |            |        |
| 200 m dorso                    | Lydia Morant                                                                | 2'13"87  | 25       |            |            |            |        |
| 200 m dorso                    | Escarlata Bernard                                                           | 2'12"86  | 24       |            |            |            |        |
| 200 m rana                     | Mireia Belmonte                                                             | 2'29"46  | 24       |            |            |            |        |
| 200 m misti                    | Mireia Belmonte                                                             | 2'12"75  | 14       | 2'13"45    | 14         |            |        |
| 200 m misti                    | María Peláez                                                                | 2'15"97  | 27       |            |            |            |        |
| 400 m misti                    | Mireia Belmonte                                                             |          |          | 4'37"91    | 14         |            |        |
| Staffetta 4x200 m stile libero | Arantxa Ramos Erika Villaécija María Fuster Melani Costa Noemi Féliz García |          |          | 8'00"90    | 14         |            |        |
| Staffetta 4x100 m misti        | Mireia Belmonte María Fuster Ángela San Juan Nina Živanevskaja              |          |          | 4'06"40    | 15         |            |        |
| Fondo 10 km                    | Yurema Requena                                                              |          |          |            |            | 1h 59'46"9 | 13     |

## Nuoto sincronizzato
| Gara    | Atlete | Technical Routine | Technical Routine | Free Routine (preliminari) | Free Routine (preliminari) | Free Routine (finale) | Free Routine (finale) | Punteggio totale | Posizione finale |
| Gara    | Atlete | Punteggio         | Pos.              | Punteggio                  | Pos.                       | Punteggio             | Pos.                  | Punteggio totale | Posizione finale |
| ------- | --- | ----------------- | ----------------- | -------------------------- | -------------------------- | --------------------- | --------------------- | ---------------- | ---------------- |
| Duo     | Andrea Fuentes Gemma Mengual | 48,834            | 2                 | 49,084                     | 2                          | 49,500                | 2                     | 98,334           |                  |
| Squadre | Alba María Cabello Raquel Corral Andrea Fuentes Gemma Mengual Thaïs Henríquez Laura López Gisela Morón Irina Rodríguez Paola Tirados | 48,917            | 2                 |                            |                            | 49,334                | 2                     | 98,251           |                  |

## Pallacanestro

### Torneo maschile
La nazionale spagnola si è qualificata per i Giochi come campione mondiale 2006.

#### Prima fase
| Data      | Ora locale | Squadra  | Punteggio      | Squadra     | Referto |
| --------- | ---------- | -------- | -------------- | ----------- | ------- |
| 10 agosto | 14:30      | Spagna   | 81 - 66        | Grecia      | ref     |
| 12 agosto | 16:45      | Cina     | 75 - 85 d.t.s. | Spagna      | ref     |
| 14 agosto | 09:00      | Germania | 59 - 72        | Spagna      | ref     |
| 16 agosto | 22:15      | Spagna   | 82 - 119       | Stati Uniti | ref     |
| 18 agosto | 16:45      | Angola   | 50 - 98        | Spagna      | ref     |

| Squadra     | P  | V | P | PF  | PS  | Diff. |
| ----------- | -- | - | - | --- | --- | ----- |
| Stati Uniti | 10 | 5 | 0 | 515 | 354 | +161  |
| Spagna      | 9  | 4 | 1 | 418 | 369 | +49   |
| Grecia      | 8  | 3 | 2 | 415 | 375 | +40   |
| Cina        | 7  | 2 | 3 | 366 | 400 | -34   |
| Germania    | 6  | 1 | 4 | 330 | 390 | -60   |
| Angola      | 5  | 0 | 5 | 321 | 477 | -156  |

#### Seconda fase
Quarti di finale
| Arbitri: | Nikolaos Zavlanos Petr Sudek Luigi Lamonica |

|                      |          |                   |
| P. Gasol 20          | Punti    | 15 Banić          |
| Calderón, P. Gasol 2 | Assist   | 2 Kus, Nicević    |
| P. Gasol 10          | Rimbalzi | 5 Banić, Planinić |

Semifinale
| Arbitri: | Nikolaos Pitsilkas Reynaldo Mercedes Cristiano Maranho |

|             |          |                           |
| P. Gasol 19 | Punti    | 19 Jasaitis, Jasikevičius |
| Rubio 4     | Assist   | 6 Jasikevičius            |
| Jiménez 7   | Rimbalzi | 8 Jasaitis                |

Finale
| Arbitri: | Romualdas Brazauskas Pablo Estevez Carl Jungebrand |

|          |          |              |
| Wade 27  | Punti    | 22 Fernández |
| Bryant 6 | Assist   | 4 Navarro    |
| Bosh 7   | Rimbalzi | 7 Reyes      |

### Torneo femminile
La nazionale spagnola si è qualificata per i Giochi nell'ultimo torneo preolimpico.

#### Prima fase
| Data      | Ora locale | Squadra       | Punteggio | Squadra   | Referto |
| --------- | ---------- | ------------- | --------- | --------- | ------- |
| 9 agosto  | 14:30      | Spagna        | 64 - 67   | Cina      | ref     |
| 11 agosto | 09:00      | Nuova Zelanda | 62 - 85   | Spagna    | ref     |
| 13 agosto | 11:15      | Spagna        | 74 - 55   | Rep. Ceca | ref     |
| 15 agosto | 20:00      | Stati Uniti   | 93 - 55   | Spagna    | ref     |
| 17 agosto | 09:00      | Spagna        | 79 - 47   | Mali      | ref     |

| Squadra       | P  | V | P | PF  | PS  | Diff. |
| ------------- | -- | - | - | --- | --- | ----- |
| Stati Uniti   | 10 | 5 | 0 | 491 | 276 | +215  |
| Cina          | 9  | 4 | 1 | 358 | 346 | +12   |
| Spagna        | 8  | 3 | 2 | 357 | 324 | +33   |
| Rep. Ceca     | 7  | 2 | 3 | 346 | 356 | -10   |
| Nuova Zelanda | 6  | 1 | 4 | 320 | 423 | -103  |
| Mali          | 5  | 0 | 5 | 255 | 402 | -147  |

#### Seconda fase
Quarti di finale
| Arbitri: | Ilija Belošević Reynaldo Mercedes Scott Butler |

|                |          |                             |
| Šč'egoleva 19  | Punti    | 16 Valdemoro                |
| Rachmatulina 4 | Assist   | 1 Palau, Torrens, Valdemoro |
| Stepanova 10   | Rimbalzi | 6 Pascua                    |

## Pallamano

### Torneo maschile
La nazionale spagnola si è qualificata per i Giochi nel secondo torneo preolimpico.

#### Squadra
La squadra era formata da:
- Albert Rocas
- Alberto Entrerríos
- Carlos Prieto
- Cristian Malmagro
- David Barrufet
- David Davis
- Demetrio Lozano
- Iker Romero
- Jon Belaustegui
- José Javier Hombrados
- Juanín García
- Raúl Entrerríos
- Rubén Garabaya
- Víctor Tomás

#### Prima fase
| Arbitro: | Lemme (GER), Ullrich (GER) |

|                    |           |          |
| Lackovic, Dzomba 5 | Marcatori | Garcia 8 |

| Arbitro: | Chernega (RUS), Poladenko (RUS) |

|         |           |                     |
| Rocas 7 | Marcatori | Jurasik, Lijewski 4 |

| Arbitro: | Elmoamli (EGY), Shaban Ali (EGY) |

|       |           |         |
| Cui 5 | Marcatori | Tomas 7 |

| Arbitro: | Lemme (GER), Ullrich (GER) |

|         |           |          |
| Gille 6 | Marcatori | Garcia 7 |

| Arbitro: | Baum (POL), Goralczyk (POL) |

|          |           |                  |
| Romero 8 | Marcatori | Pacheco Filho 12 |

| Squadra    | Giocate | Vinte | Pareggiate | Perse | Gol fatti | Gol subiti | Differenza reti | Punti |
| ---------- | ------- | ----- | ---------- | ----- | --------- | ---------- | --------------- | ----- |
| 1. Francia | 5       | 4     | 1          | 0     | 148       | 115        | 33              | 9     |
| 2. Polonia | 5       | 3     | 1          | 1     | 147       | 128        | 19              | 7     |
| 3. Croazia | 5       | 3     | 0          | 2     | 140       | 115        | 25              | 6     |
| 4. Spagna  | 5       | 3     | 0          | 2     | 152       | 145        | 7               | 6     |
| 5. Brasile | 5       | 1     | 0          | 4     | 129       | 153        | -24             | 2     |
| 6. Cina    | 5       | 0     | 0          | 5     | 104       | 164        | -64             | 0     |

#### Seconda fase
Quarti di finale
| Arbitro: | Gjeding(DEN), Hansen (DEN) |

|         |           |         |
| Jeong 7 | Marcatori | Rocas 8 |

Semifinale
| Arbitro: | Krstic (SLO), Ljubic (SLO) |

|                          |           |         |
| Sigurðsson 7, Geirsson 7 | Marcatori | Rocas 6 |

Finale per il bronzo
| Arbitro: | Din (ROU), Dinu (ROU) |

|           |           |                  |
| Duvnjak 7 | Marcatori | Garcia, Prieto 7 |

## Pallanuoto

### Torneo maschile
La nazionale spagnola si è qualificata per i Giochi grazie al terzo posto nei campionati mondiali 2007.

#### Prima fase
| Data      | Ora locale | Partita  | Partita | Partita    |
| --------- | ---------- | -------- | ------- | ---------- |
| 10 agosto | 9.30       | Spagna   | 16-6    | Canada     |
| 12 agosto | 10.50      | Spagna   | 9-8     | Australia  |
| 14 agosto | 12.10      | Ungheria | 8-5     | Spagna     |
| 16 agosto | 14.00      | Spagna   | 12-6    | Montenegro |
| 18 agosto | 15.20      | Spagna   | 10-6    | Grecia     |

| Pos. | Squadra    | Giocate | Vinte | Pareggiate | Perse | Gol fatti | Gol subiti | Diff. Reti | Punti |
| ---- | ---------- | ------- | ----- | ---------- | ----- | --------- | ---------- | ---------- | ----- |
| 1    | Ungheria   | 5       | 4     | 1          | 0     | 60        | 36         | +24        | 9     |
| 2    | Spagna     | 5       | 4     | 0          | 1     | 52        | 34         | +18        | 8     |
| 3    | Montenegro | 5       | 2     | 2          | 1     | 43        | 33         | +10        | 6     |
| 4    | Australia  | 5       | 2     | 1          | 2     | 45        | 40         | +5         | 5     |
| 5    | Grecia     | 5       | 1     | 0          | 4     | 39        | 56         | -17        | 2     |
| 6    | Canada     | 5       | 0     | 0          | 5     | 21        | 61         | -40        | 0     |

#### Seconda fase
| Data               | Ora locale       | Partita          | Partita          | Partita          |
| Quarti di finale   | Quarti di finale | Quarti di finale | Quarti di finale | Quarti di finale |
| ------------------ | ---------------- | ---------------- | ---------------- | ---------------- |
| 20 agosto          | 17.20            | Spagna           | 5-9              | Serbia           |
| Finale 5º-6º posto |                  |                  |                  |                  |
| 24 agosto          | 13.00            | Croazia          | 9-11             | Spagna           |

## Pentathlon moderno
| Gara     | Atleta      | Tiro  | Tiro  | Scherma  | Scherma | Nuoto   | Nuoto | Equitazione  | Equitazione | Corsa    | Corsa | Punteggio totale | Posizione |
| Gara     | Atleta      | Punti | Punt. | Vittorie | Punt.   | Tempo   | Punt. | Punti        | Punt.       | Tempo    | Punt. | Punteggio totale | Posizione |
| -------- | ----------- | ----- | ----- | -------- | ------- | ------- | ----- | ------------ | ----------- | -------- | ----- | ---------------- | --------- |
| Maschile | Jaime López | 183   | 1132  | 17       | 808     | 2'07"02 | 1276  | non concluso | 0           | 10'05"80 | 980   | 4196             | 36        |

## Pugilato
| Gara               | Atleta             | Sedicesimi                    | Ottavi | Quarti | Semifinali | Finale |
| ------------------ | ------------------ | ----------------------------- | ------ | ------ | ---------- | ------ |
| Pesi mosca leggeri | Kelvin de la Nieve | Luis Yanez (Stati Uniti) 9-12 |        |        |            |        |

## Scherma
| Gara                 | Atleta          | Turno 1                           | Sedicesimi                      | Ottavi                            | Quarti                           | Semifinali                  | Finale |
| -------------------- | --------------- | --------------------------------- | ------------------------------- | --------------------------------- | -------------------------------- | --------------------------- | ------ |
| Fioretto individuale |                 |                                   | Roland Schlosser (Austria) 9-15 |                                   |                                  |                             |        |
| Sciabola individuale | Jaime Martí     | bye                               | Nikolay Kovalev (Russia) 15-12  | Zhong Man (Cina) 14-15            |                                  |                             |        |
| Sciabola individuale | Jorge Pina      | bye                               | Diego Ochhiuzzi (Italia) 15-9   | Aldo Montano (Italia) 15-14       | Nicolas Lopez (Francia) 10-15    |                             |        |
| Spada individuale    | José Luis Abajo | Kim Won-Jin (Corea del Sud) 15-14 | Jérôme Jeannet (Francia) 15-9   | Diego Confalonieri (Italia) 14-13 | Matteo Tagliariol (Italia) 12-15 | Gábor Boczkó (Ungheria) 8-7 |        |

| Gara                 | Atleta          | Turno 1                        | Sedicesimi                      | Ottavi | Quarti | Semifinali | Finale |
| -------------------- | --------------- | ------------------------------ | ------------------------------- | ------ | ------ | ---------- | ------ |
| Sciabola individuale | Araceli Navarro | Angelica Larios (Messico) 15-4 | Rebecca Ward (Stati Uniti) 7-12 |        |        |            |        |

## Sollevamento pesi
| Gara            | Atleta            | Strappo | Strappo | Slancio | Slancio | Totale | Posizione |
| Gara            | Atleta            | Ris.    | Pos.    | Ris.    | Pos.    | Totale | Posizione |
| --------------- | ----------------- | ------- | ------- | ------- | ------- | ------ | --------- |
| 94 kg maschile  | Jose Juan Navarro | 173     | 10      | 210     | 10      | 383    | 10        |
| 75 kg femminile | Lidia Valentín    | 115     | 5       | 135     | 6       | 250    | 5         |

## Taekwondo
| Gara            | Atleta             | Tabellone principale              | Tabellone principale           | Tabellone principale                   | Tabellone principale | Ripescaggi | Ripescaggi                        |
| Gara            | Atleta             | Ottavi                            | Quarti                         | Semifinali                             | Finale               | Semifinali | Finale                            |
| --------------- | ------------------ | --------------------------------- | ------------------------------ | -------------------------------------- | -------------------- | ---------- | --------------------------------- |
| 58 kg maschile  | Juan Antonio Ramos | Alfonso Martínez (Belize) 2-1     | Márcio Wenceslau (Brasile) 3-2 | Gabriel Mercedes (Rep. Dominicana) 2-3 |                      |            | Rohullah Nikpai (Afghanistan) 1-4 |
| +80 kg maschile | Jon García         | Akmal Irgashev (Uzbekistan) 10-11 |                                |                                        |                      |            |                                   |
| +67 kg          | Rosana Simón       | Karolina Kedzierska (Svezia) 4-5  |                                |                                        |                      |            |                                   |

## Tennis
| Gara                | Atleta                                             | Trentaduesimi                              | Sedicesimi                                             | Ottavi                                                  | Quarti                                                      | Semifinali                           | Finale                                                |
| ------------------- | -------------------------------------------------- | ------------------------------------------ | ------------------------------------------------------ | ------------------------------------------------------- | ----------------------------------------------------------- | ------------------------------------ | ----------------------------------------------------- |
| Singolare maschile  | Nicolás Almagro                                    | Gaël Monfils (Francia) 4-6, 6-3, 4-6       |                                                        |                                                         |                                                             |                                      |                                                       |
| Singolare maschile  | David Ferrer                                       | Janko Tipsarević (Serbia) 68-7, 2-6        |                                                        |                                                         |                                                             |                                      |                                                       |
| Singolare maschile  | Rafael Nadal                                       | Potito Starace (Italia) 6-2, 3-6, 6-2      | Lleyton Hewitt (Australia) 6-1, 6-2                    | Igor' Andreev (Russia) 6-4, 6-2                         | Jürgen Melzer (Austria) 6-0, 6-4                            | Novak Đoković (Serbia) 6-4, 1-6, 6-4 | Fernando González (Cile) 6-3, 7-62, 6-3               |
| Singolare maschile  | Tommy Robredo                                      | Andreas Seppi (Italia) 4-6, 6-4, 6-8       |                                                        |                                                         |                                                             |                                      |                                                       |
| Doppio maschile     | Nicolás Almagro David Ferrer                       |                                            | Kevin Anderson Jeff Coetzee (Sudafrica) 3-6, 6-3, 6-4  | Simon Aspelin Thomas Johansson (Svezia) 6-7, 4-6        |                                                             |                                      |                                                       |
| Doppio maschile     | Rafael Nadal Tommy Robredo                         |                                            | Jonas Björkman Robin Söderling (Svezia) 6-3, 6-3       | Chris Guccione Lleyton Hewitt (Australia) 2-6, 65-7     |                                                             |                                      |                                                       |
| Singolare femminile | Nuria Llagostera Vives                             | Klára Zakopalová (Rep. Ceca) 2-6, 6-3, 7-5 | Zheng Jie (Cina) 7-67, 1-6, 4-6                        |                                                         |                                                             |                                      |                                                       |
| Singolare femminile | Anabel Medina Garrigues                            | Sybille Bammer (Austria) 2-6, 6-4, 4-6     |                                                        |                                                         |                                                             |                                      |                                                       |
| Singolare femminile | Carla Suárez Navarro                               | Peng Shuai (Cina) 5-7, 62-7                |                                                        |                                                         |                                                             |                                      |                                                       |
| Singolare femminile | María José Martínez Sánchez                        | Alicia Molik (Australia) 6-1, 6-1          | Dinara Safina (Russia) 63-7, 1-6                       |                                                         |                                                             |                                      |                                                       |
| Doppio femminile    | Nuria Llagostera Vives María José Martínez Sánchez |                                            | Elena Vesnina Vera Zvonarëva (Russia) 6-2, 1-6, 3-6    |                                                         |                                                             |                                      |                                                       |
| Doppio femminile    | Anabel Medina Garrigues Virginia Ruano Pascual     |                                            | Marija Korytceva Tetjana Perebyjnis (Ucraina) 6-3, 6-4 | Samantha Stosur Rennae Stubbs (Australia) 4-6, 6-4, 6-4 | Lindsay Davenport Liezel Huber (Stati Uniti) 5-7, 7-66, 8-6 | Yan Zi Jie Zheng (Cina) 6-4, 7-65    | Serena Williams Venus Williams (Stati Uniti) 2-6, 0-6 |

## Tennis tavolo
| Gara              | Atleta            | Preliminari                                                     | Turno 1                                                         | Turno 2                                                                  | Turno 3                                                  | Turno 4 | Quarti | Semifinali | Finale |  |
| ----------------- | ----------------- | --------------------------------------------------------------- | --------------------------------------------------------------- | ------------------------------------------------------------------------ | -------------------------------------------------------- | ------- | ------ | ---------- | ------ |  |
| Singolo maschile  | Alfredo Carneros  | Adel Massaad (Egitto) 4-2 (11-9, 12-10, 11-8, 9-11, 8-11, 11-8) | Sharath Kamal (India) 2-4 (11-6, 10-12, 8-11, 11-9, 6-11, 7-11) |                                                                          |                                                          |         |        |            |        |  |
| Singolo maschile  | He Zhi Wen        | bye                                                             | bye                                                             | Jang Song Man (Corea del Nord) 2-4 (9-11, 11-8, 11-9, 7-11, 10-12, 8-11) |                                                          |         |        |            |        |  |
| Singolo femminile | Fang Zhu Jin      | bye                                                             | Margaryta Pesotska (Ucraina) 4-1 (9-11, 11-8, 11-4, 11-7, 1-9)  | Li Jie (Paesi Bassi) 1-4 (11-8, 4-11, 7-11, 12-14, 5-11)                 |                                                          |         |        |            |        |  |
| Singolo femminile | Yanfei Shen Zhang | bye                                                             | bye                                                             | Sandra Paovic (Croazia) 4-2 (11-8, 7-11, 11-9, 6-11, 13-11, 11-9)        | Tie Yana (Hong Kong) 1-4 (11-6, 7-11, 10-12, 4-11, 5-11) |         |        |            |        |  |

### Gara a squadre femminile
La squadra femminile era formata da Fang Zhu Jin, Yanfei Shen Zhang e Galia Dvorak.

#### Prima fase
| 13 agosto 2008 | Corea del Sud | 3 – 0 | Spagna |  |

| 14 agosto 2008 | Giappone | 3 – 2 | Spagna |  |

| 14 agosto 2008 | Spagna | 3 – 0 | Australia |  |

| Squadra       | P.ti | G | V | P | GV | GP |
| ------------- | ---- | - | - | - | -- | -- |
| Corea del Sud | 6    | 3 | 3 | 0 | 9  | 0  |
| Giappone      | 5    | 3 | 2 | 1 | 6  | 5  |
| Spagna        | 4    | 3 | 1 | 2 | 5  | 6  |
| Australia     | 3    | 3 | 0 | 3 | 0  | 9  |

## Tiro
| Gara                         | Atleta             | Qualificazioni | Qualificazioni | Finale    | Finale       | Finale |
| Gara                         | Atleta             | Punteggio      | Pos.           | Punteggio | Punt. totale | Pos.   |
| ---------------------------- | ------------------ | -------------- | -------------- | --------- | ------------ | ------ |
| Carabina 10 m aria compressa | Luis Martínez      | 589            | 32             |           |              |        |
| Carabina 50 m a terra        | Luis Martínez      | 582            | 50             |           |              |        |
| Skeet                        | Juan José Aramburu | 118 (+3)       | 8              |           |              |        |
| Skeet                        | Mario Núñez        | 115            | 21             |           |              |        |
| Trap                         | Alberto Fernández  | 106            | 33             |           |              |        |
| Trap                         | Jesús Serrano      | 116            | 10             |           |              |        |

| Gara                        | Atleta                | Qualificazioni | Qualificazioni | Finale    | Finale       | Finale |
| Gara                        | Atleta                | Punteggio      | Pos.           | Punteggio | Punt. totale | Pos.   |
| --------------------------- | --------------------- | -------------- | -------------- | --------- | ------------ | ------ |
| Pistola 10 m aria compressa | Maria Pilar Fernandez | 379            | 25             |           |              |        |
| Pistola 10 m aria compressa | Sonia Franquet        | 382            | 14             |           |              |        |
| Pistola 25 m                | Maria Pilar Fernandez | 582            | 9              |           |              |        |

## Tiro con l'arco
| Gara                 | Atleta         | Turno di qualificazione | Turno di qualificazione | Turno 1                            | Turno 2                             | Ottavi | Quarti | Semifinali | Finale |
| Gara                 | Atleta         | Punteggio               | Pos.                    | Turno 1                            | Turno 2                             | Ottavi | Quarti | Semifinali | Finale |
| -------------------- | -------------- | ----------------------- | ----------------------- | ---------------------------------- | ----------------------------------- | ------ | ------ | ---------- | ------ |
| Individuale maschile | Daniel Morillo | 657                     | 33                      | Markivan Ivashko (Ucraina) 115-107 | Juan René Serrano (Messico) 111-112 |        |        |            |        |

## Triathlon
| Gara           | Atleta            | Nuoto  | Ciclismo  | Corsa  | Tempo totale | Posizione |
| -------------- | ----------------- | ------ | --------- | ------ | ------------ | --------- |
| Gara maschile  | Javier Gómez Noya | 18'08" | 59'06"    | 31'03" | 1h 49'13"92  | 4         |
| Gara maschile  | Iván Raña         | 18'22" | 58'52"    | 31'14" | 1h 49'22"03  | 5         |
| Gara femminile | Ana Burgos        | 20'57" | 1h 05'28" | 35'11" | 2h 02'43"85  | 20        |
| Gara femminile | Ainhoa Murúa      | 19'59" | 1h 07'06" | 36'38" | 2h 04'48"07  | 38        |

## Tuffi
| Gara                     | Atleta          | Preliminari | Preliminari | Semifinale | Semifinale | Finale | Finale |
| Gara                     | Atleta          | Punti       | Pos.        | Punti      | Pos.       | Punti  | Pos.   |
| ------------------------ | --------------- | ----------- | ----------- | ---------- | ---------- | ------ | ------ |
| Trampolino 3 m maschile  | Javier Illana   | 423,90      | 20          |            |            |        |        |
| Trampolino 3 m femminile | Jenifer Benítez | 194,05      | 30          |            |            |        |        |

## Vela
| Gara                   | Atleta                                      | Regata | Regata | Regata | Regata | Regata | Regata | Regata | Regata | Regata     | Regata     | Regata | Regata | Regata     | Regata     | Regata     | Regata | Punteggio | Pos. |
| Gara                   | Atleta                                      | 1      | 2      | 3      | 4      | 5      | 6      | 7      | 8      | 9          | 10         | 11     | 12     | 13         | 14         | 15         | M      | Punteggio | Pos. |
| ---------------------- | ------------------------------------------- | ------ | ------ | ------ | ------ | ------ | ------ | ------ | ------ | ---------- | ---------- | ------ | ------ | ---------- | ---------- | ---------- | ------ | --------- | ---- |
| Windsurf maschile      | Iván Pastor                                 | 8      | 13     | 18     | 18     | 16     | 9      | 4      | 4      | 6          | 15         |        |        |            |            |            | 16     | 109       | 9    |
| Windsurf femminile     | Marina Alabau                               | 3      | 5      | 5      | 2      | 5      | 11     | 8      | 5      | 4          | 9          |        |        |            |            |            | 8      | 65        | 4    |
| Laser maschile         | Javier Hernández                            | 17     | 25     | 11     | 13     | 28     | 44 BFD | 19     | 13     | 5          | cancellata |        |        |            |            |            |        | 121       | 14   |
| Laser Radial femminile | Susana Romero                               | 18     | 7      | 20     | 14     | 20     | 21     | 19     | 13     | 16         | cancellata |        |        |            |            |            |        | 127       | 24   |
| 470 maschile           | Onán Barreiros Aarón Sarmiento              | 8      | 2      | 6      | 9      | 13     | 13     | 13     | 4      | 11         | 18         |        |        |            |            |            | 8      | 87        | 5    |
| 470 femminile          | Laia Tutzo Natalia Vía-Dufresne             | 4      | 5      | 2      | 6      | 13     | 10     | 13     | 17     | 2          | 17         |        |        |            |            |            | 20     | 92        | 10   |
| Yngling                | Mónica Azón Sandra Azón Graciela Prisionero | 11     | 9      | 14     | 6      | 14     | 4      | 14     | 9      | cancellate | cancellate |        |        |            |            |            |        | 67        | 14   |
| Finn                   | Rafael Trujillo                             | 12     | 4      | 3      | 14     | 20     | 20     | 27 OCS | 1      |            |            |        |        |            |            |            | 6      | 80        | 9    |
| 49er                   | Xabier Fernández Iker Martínez              | 1      | 10     | 17     | 2      | 20 OCS | 5      | 7      | 10     | 3          | 4          | 1      | 2      | cancellate | cancellate | cancellate | 2      | 64        |      |
| Tornado                | Fernando Echavarri Antón Paz                | 1      | 6      | 1      | 4      | 7      | 13     | 1      | 7      | 1          | 8          |        |        |            |            |            | 4      | 44        |      |